# Benediktinerinnenabtei Nonnberg

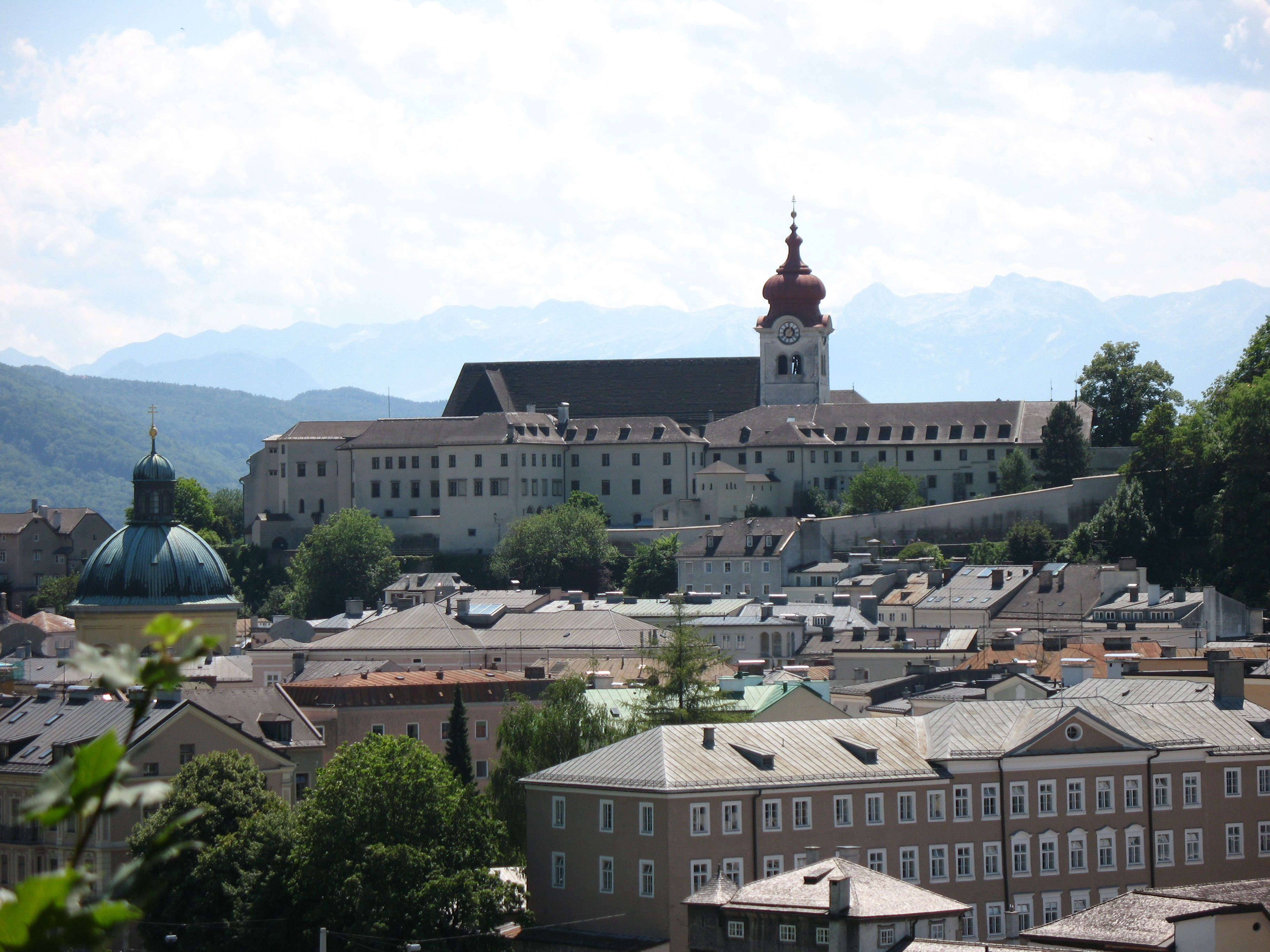
Stift Nonnberg vom Kapuzinerberg aus gesehen

Stift Nonnberg, auch Erin-Kloster nach seiner ersten Äbtissin Erentrudis von Salzburg, ist eine Benediktinerinnenabtei in Salzburg. Es ist das heute weltweit älteste christliche Frauenkloster mit ununterbrochener Tradition.
Die Gesamtanlage Stift Nonnberg mit Ummauerungen und archäologischen Fundhoffnungsgebieten steht unter Denkmalschutz und gehört zum UNESCO-Welterbe Historisches Zentrum der Stadt Salzburg.

## Geschichte

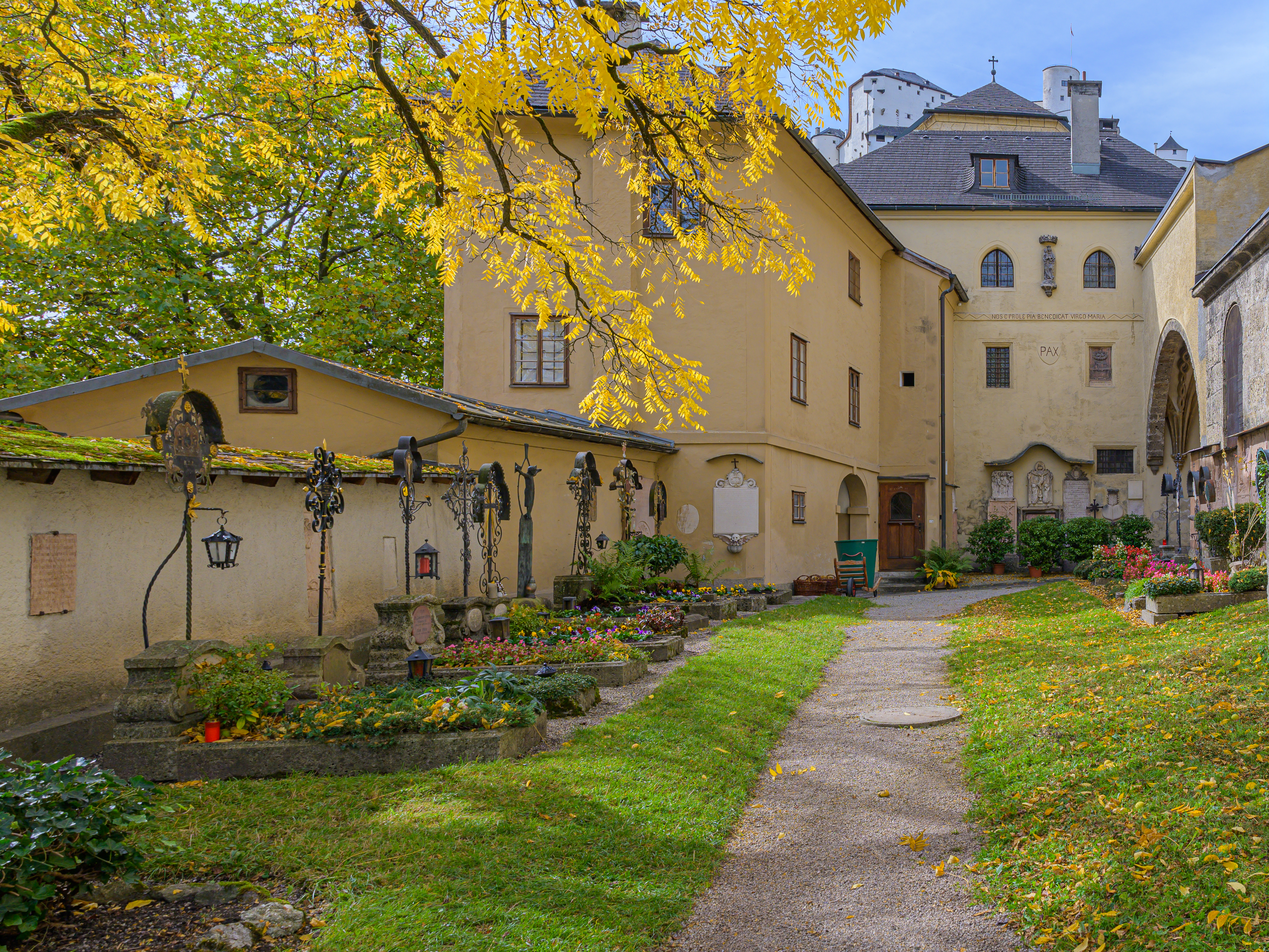
Der kleine Friedhof des Stiftes

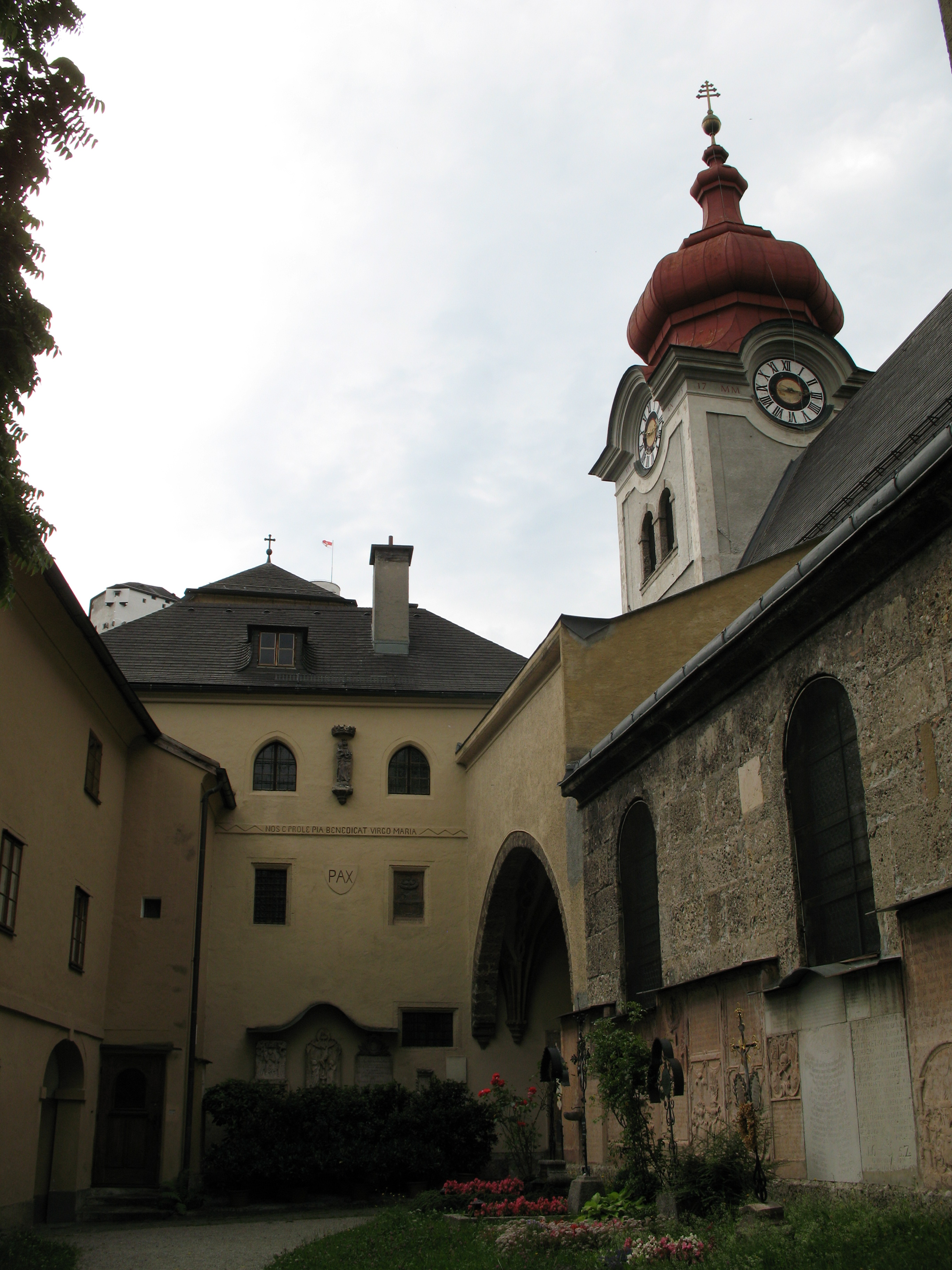
Stift Nonnberg

Um die Jahre 711/712 gründete der hl. Rupert das Stift und siedelte es auf einer Terrasse des Salzburger Festungsberges an. Das Frauenkloster nahm so einen gesicherten Platz in den erhaltenen Teilen der römischen Wehranlage castrum superior von Iuvavum ein. Erentrudis, eine Nichte oder jedenfalls Verwandte Ruperts (sie wird in den Breves Notitiae als neptis bezeichnet), wurde erste Äbtissin. Die Stiftung der Abtei erfolgte durch den bayerischen Herzog Theotbert; auch Erentrudis wurde mit Zustimmung des Herzogs als Arintrud abbatissa eingesetzt. Sieben der zwölf vor 784 verstorbenen Äbtissinnen trugen Namen, die auf eine Verwandtschaft mit den Agilolfingern schließen lassen.
Einst war das Kloster sehr reich begütert. Zu den Gütern gehörte im Frühmittelalter auch das Nonntal, dessen Kirche früher eine Filialkirche des Klosters war, und der gesamte Raum zwischen Salzach und Leopoldskroner Moor im Süden der Stadt, samt dem Ort Morzg und den Häusern von Kleingmain und Gneis. Erst im 15. Jahrhundert siedelten sich dort bäuerliche Familien an, die nicht mehr im Auftrag des Klosters arbeiteten. Bis 1451 war das Kloster nur adeligen Frauen vorbehalten, mit dem Ende des feudalen Mittelalters wurden auch bürgerliche Frauen aufgenommen, bis ins 19. Jahrhundert allerdings nur als dienende Schwestern.
Der Tagesablauf der Benediktinerinnen am Nonnberg ist strukturiert durch das monastische Stundengebet. 
Am 20. Juli 2017 wählte der Konvent des Stiftes unter dem Vorsitz von Erzbischof Franz Lackner die bisherige Priorin Veronika Kronlachner zur neuen Äbtissin der Abtei Nonnberg und zur 92. Nachfolgerin der heiligen Erentrudis. Die Äbtissinnenweihe spendete ihr der Erzbischof am 13. August 2017 in der Abteikirche Nonnberg.
Siehe auch: Liste der Äbtissinnen von Nonnberg

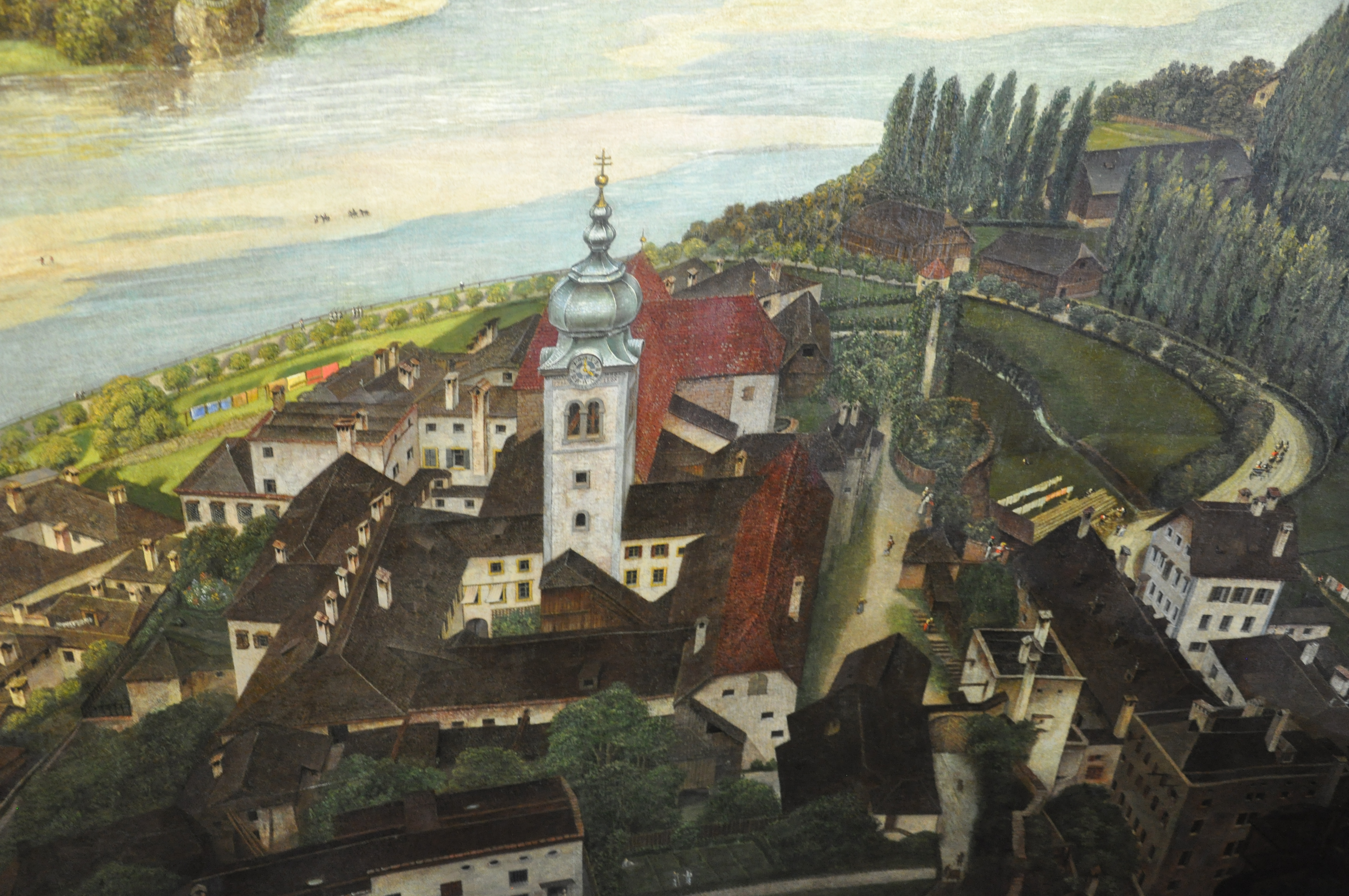
Stift Nonnberg nach dem Panorama von Johann Michael Sattler

## Stiftskirche Nonnberg
Siehe auch Hauptbeitrag Stiftskirche Nonnberg
Um 1006 brannte die erste Klosterkirche ab. Eine neue Klosterkirche Mariae Himmelfahrt wurde mit maßgeblicher Hilfe Heinrichs II. im Jahr 1009 vollendet. Die neue Krypta wurde 1043 geweiht (romanischer Bau). Aus dieser Zeit sind der mächtige Kirchturm, Portalteile und unter dem Nonnenchor das „Paradies“ mit seinen Fresken erhalten. Diese Fresken befinden sich in zwölf Nischen, sind um 1140 entstanden und stellen Brustbilder von Päpsten, Bischöfen und Heiligen dar.
Erzbischof Konrad (1107–1143), der bedeutende Reorganisator und Erneuerer des Erzbistums, setzte die Benediktsregel für das Kloster durch. Durch einen Brand 1423 zum Großteil zerstört, wurde die Klosterkirche in den Jahren 1464 bis 1509 auf den alten Gebäuderechten fußend neu aufgebaut (spätgotischer Bau). 1624 wurde die Kirche um drei Seitenkapellen erweitert. 1711 wurde der romanische Turm der Klosterkirche der Zeit entsprechend erhöht und erhielt dabei den heutigen Zwiebelturm.
Das mittige gotische Glasfenster hinter dem Altar (1480) wurde vom damaligen Bürgermeister Augustin Clanner gestiftet, der spätgotische Altar (mit neugotischem Beiwerk) stammt aus der Filialkirche in Scheffau am Tennengebirge.

## Gotische Johanneskapelle
Die Johanneskapelle ist nur mit Erlaubnis des Klosters zugänglich. Sie befindet sich neben bzw. über dem inneren Nonnberger Tor. Erbaut wurde diese Kapelle mit ihrem Netzrippengewölbe 1448–1451. Die Glasfenster stammen von Ludwine Wildner-Eltz aus dem Jahre 1957. Die Kapelle wurde in den Jahren vor 1500 leicht verändert. Bemerkenswert ist die auf einer Konsole stehende Johannesschüssel aus der Mitte des 16. Jahrhunderts.
Der dortige Altar ist nicht datiert. Entstanden ist er vermutlich 1498 für eine Kapelle des Salzburger Domes. Mit dem Abbruch des romanischen Domes vor 1600 dürfte der Altar erst in private Hände und viel später nach Stift Nonnberg gelangt sein. Dort steht er seit 1885 in der Johanneskapelle. Er wird heute Veit Stoß oder einem seiner Gesellen zugeschrieben.

## Bedeutung des Klosters heute
Das Kloster beherbergt eine bedeutende Sammlung mittelalterlicher Handschriften, gotischer Figuren und Malerei (vor allem spätgotische Altäre). Besonders bemerkenswert ist das „Faldistorium“, ein Faltstuhl für die Äbtissin, nach 1100 entstanden mit figürlichen Reliefs und Figuren aus Walrossbein, und das Elfenbeinpastorale, ein Krummstock der Äbtissin von 1242.
Durch Maria Augusta von Trapp, die nach dem Ersten Weltkrieg Erzieherin an der Klosterschule und deren Leben die Vorlage des Musicals The Sound of Music war, erlangte die Abtei internationale Bekanntheit.

## Tätigkeiten
Neben den innerklösterlichen Tätigkeiten, wie beispielsweise Hauswirtschaft, Bibliothek und Archiv, betreiben die Nonnen eine Keramikwerkstätte, ein Gästehaus und die biologisch geführte Landwirtschaft im Erentrudishof.